# Marija Kołaroska
Marija Kołaroska (maced. Марија Колароска, ur. 21 września 1997) – macedońska biegaczka narciarska, występująca w zawodach FIS Race oraz Pucharze Bałkańskim. Była ona uczestniczką Mistrzostw Świata w Val di Fiemme, a także Zimowych Igrzysk Olimpijskich w Soczi, w 2014 r.

## Osiągnięcia

### Igrzyska olimpijskie
| Miejsce | Dzień     | Rok  | Miejscowość     | Konkurencja                               | Czas biegu  | Strata       | Zwyciężczyni      | Źródło |
| ------- | --------- | ---- | --------------- | ----------------------------------------- | ----------- | ------------ | ----------------- | ------ |
| 74.     | 13 lutego | 2014 | Krasnaja Polana | 10 km bieg indywidualny stylem klasycznym | 44:46.0 min | +16:28.2 min | Justyna Kowalczyk | [ 1 ]  |

### Mistrzostwa świata
| Miejsce | Dzień     | Rok  | Miejscowość | Konkurencja            | Czas biegu  | Strata | Zwyciężczyni           |
| ------- | --------- | ---- | ----------- | ---------------------- | ----------- | ------ | ---------------------- |
| 90.     | 23 lutego | 2017 | Lahti       | Sprint stylem dowolnym | 3:02,34 min | –      | Maiken Caspersen Falla |